# Brian Brobbey
Brian Ebenezer Adjei Brobbey (Amsterdã, 1 de fevereiro de 2002) é um futebolista neerlandês que atua como atacante. Atualmente, joga pelo Ajax.

## Carreira
Brobbey estreou profissionalmente em outubro de 2018, na partida entre os times reservas de Ajax e PSV Eindhoven, pela Eerste Divisie. Entrou aos 14 minutos do segundo tempo, substituindo Leo Thethani
Seu primeiro jogo na Eredivisie foi contra o Fortuna Sittard em outubro de 2020, e também saindo do banco de reservas na vitória por 5 a 2. Também atuou em jogos da Liga dos Campeões da UEFA (pela qual estreou em dezembro de 2020 contra a Atalanta, e teve sua atuação elogiada pelo treinador Erik ten Hag) e da Liga Europa.
Em fevereiro de 2021, o diretor de futebol do Ajax, Marc Overmars, confirmou que Brobbey deixaria o clube ao final do contrato, e em março o RB Leipzig anunciou a contratação do atacante para a temporada 2021–22. Com a camisa dos Godenzonen, venceu a Eredivisie e a Copa dos Países Baixos.

## Carreira internacional
Convocado para as seleções de base dos Países Baixos desde 2017 (venceu 2 edições do Campeonato Europeu Sub-17), Brobbey possui também ascendência ganesa.

## Títulos
Ajax
- Eredivisie: 2020–21
- Copa dos Países Baixos: 2020–21

Países Baixos
- Campeonato Europeu Sub-17: 2018,[7] e 2019[8]